# El Regne de Flora
El Regne de Flora és una pintura barroca de 1631, obra de Nicolas Poussin.
S'inspira en les "Metamorfosis" i els "Fasti" d'Ovidi i en l'obra del seu antic protector, el Cavaliere Marino, encara que amb summa llibertat. Poussin va combinar els antics contes de Grècia i Roma, ja que els personatges estan dibuixats de tots dos.

## Descripció del quadre
A l'extrem esquerre veiem el guerrer Ajax, rei de Salamina i heroi de la guerra de Troia, que nu i cobert amb un casc d'or se suïcida llançant-se sobre la seva espasa. A la dreta, Narcís contempla la seva pròpia imatge en una àmfora plena d'aigua, que sosté una nimfa de nom dubtós, però que sens dubte representa l'aigua com a element de vida per a les flors. Després de Narcís es troba Clitia, el tornassol, que es torna cap al cel, cap al seu estimat Apol·lo, que solca els aires al seu carro solar. A la dreta de la composició es troben Crocus i Smilax, és a dir, l'enfiladissa, per la qual cosa Poussin els representa abraçats. A la seva esquena apareix Adonis caçador, al costat dels seus gossos, ferit a la cuixa esquerra, de la sang de la qual brolla l'anemona. Darrere seu, Jacinto ferit observa com la seva sang dona lloc a la flor que porta el seu nom. Al costat de tots aquests personatges veiem tres déus: En primer lloc, i ocupant el centre de la composició, com correspon al tema, a la mateixa Flora, dansant i escampant flors. En segon lloc, el déu Príapo, a l'esquerra, de perfil, com a déu de la fertilitat. Finalment apareix Apol·lo, al cel, que, com a déu solar, és font de vida per a les flors i plantes. És, doncs, una al·legoria del retorn anual de la vida, de la resurrecció. Tot i el tràgic de les històries d'aquests personatges, que també es relacionen de forma directa amb la mort, Poussin, en una composició estructurada en una elegant corba ondulada, en primer terme, emmarcada en una elegant pèrgola, darrere, ha representat en una harmònica escena la joia de viure. La paleta és càlida, amb una llum suau que realça el to nacrat dels cossos.
A més, l'obra que porta un altre nom, traduïda com a "la transformació de colors", té una referència òbvia al poema de gairebé el mateix nom de l'antic poeta romà.
Cada secció del llenç és una història separada, com a regla, tràgica. Això és el que atrau la imatge: es recopila, com un mosaic, de mites, sense saber el contingut del qual és impossible tenir una idea sobre la idea de l'obra en conjunt.